# Batalha do Mediterrâneo
A Batalha do Mediterrâneo foi uma campanha naval travada no Mar Mediterrâneo durante a Segunda Guerra Mundial, de 10 de junho de 1940 a 2 de maio de 1945.
Em sua maior parte, a campanha foi travada entre a Marinha Real Italiana, apoiada por outras forças navais e aéreas do Eixo, as da Alemanha Nazista e da França de Vichy, e a Marinha Real Britânica, apoiada por outras forças navais aliadas, como como os da Austrália, Holanda, Polônia, Grécia e Brasil.
Unidades navais e aéreas americanas juntaram-se ao lado dos Aliados em 8 de novembro de 1942. Os franceses de Vichy afundaram a maior parte de sua frota em 27 de novembro de 1942, para evitar que os alemães a apreendessem. Como parte do Armistício de Cassibile em setembro de 1943, a maior parte da Marinha italiana tornou-se a Marinha co-beligerante italiana e lutou ao lado dos Aliados.
Cada lado tinha três objetivos gerais nesta batalha. A primeira era atacar as linhas de abastecimento do outro lado. A segunda era manter abertas as linhas de abastecimento para seus próprios exércitos no norte da África. A terceira era destruir a capacidade da marinha adversária de guerrear no mar. Fora do teatro do Pacífico, o Mediterrâneo viu as maiores ações de guerra naval convencional durante o conflito. Em particular, as forças aliadas lutaram para abastecer e manter a principal base naval e aérea de Malta.
Na época do armistício de Cassibile, navios, submarinos e aeronaves italianas haviam afundado navios de guerra de superfície aliados totalizando 145.800 toneladas, enquanto os alemães haviam afundado 169.700 toneladas, totalizando 315.500 toneladas. No total, os Aliados perderam 76 navios de guerra e 46 submarinos. Os Aliados afundaram 83 navios de guerra italianos totalizando 195.100 toneladas (161.200 pelo Império Britânico e 33.900 pelos americanos) e 83 submarinos. As perdas alemãs no Mediterrâneo desde o início da campanha até o fim foram de 17 navios de guerra e 68 submarinos.

## Principais combatentes

### Frota Britânica do Mediterrâneo
O Mediterrâneo era um foco tradicional do poder marítimo britânico. Em menor número pelas forças da Regia Marina, o plano britânico era manter os três principais pontos estratégicos de Gibraltar, Malta e o Canal de Suez. Ao manter esses pontos, a Frota do Mediterrâneo abriu rotas vitais de abastecimento. Malta era o eixo central de todo o sistema. Forneceu uma parada necessária para os comboios aliados e uma base para atacar as rotas de abastecimento do Eixo.

### Frota Real Italiana
O ditador italiano Benito Mussolini viu o controle do Mediterrâneo como um pré-requisito essencial para expandir seu "Novo Império Romano" em Nice, Córsega, Tunes e nos Bálcãs. A construção naval italiana acelerou durante seu mandato. Mussolini descreveu o Mar Mediterrâneo como Mare Nostrum "(nosso mar)".
Os navios de guerra da Regia Marina tinham a reputação de serem bem projetados. As pequenas embarcações de ataque italianas corresponderam às expectativas e foram responsáveis por muitas ações bem-sucedidas no Mediterrâneo. Mas algumas classes de cruzadores italianos eram deficientes em blindagem e todos os navios de guerra italianos não tinham radar, embora sua falta fosse parcialmente compensada por navios de guerra italianos equipados com bons telêmetros e sistemas de controle de fogo para combate diurno. Somente na primavera de 1943, apenas cinco meses antes do armistício, doze navios de guerra italianos foram equipados com dispositivos de radar EC-3 ter Gufo de design italiano. Além disso, enquanto os comandantes aliados no mar tinham liberdade para agir por iniciativa própria, as ações dos comandantes italianos eram regidas de perto e com precisão pelo quartel-general da Marinha italiana (Supermarina).

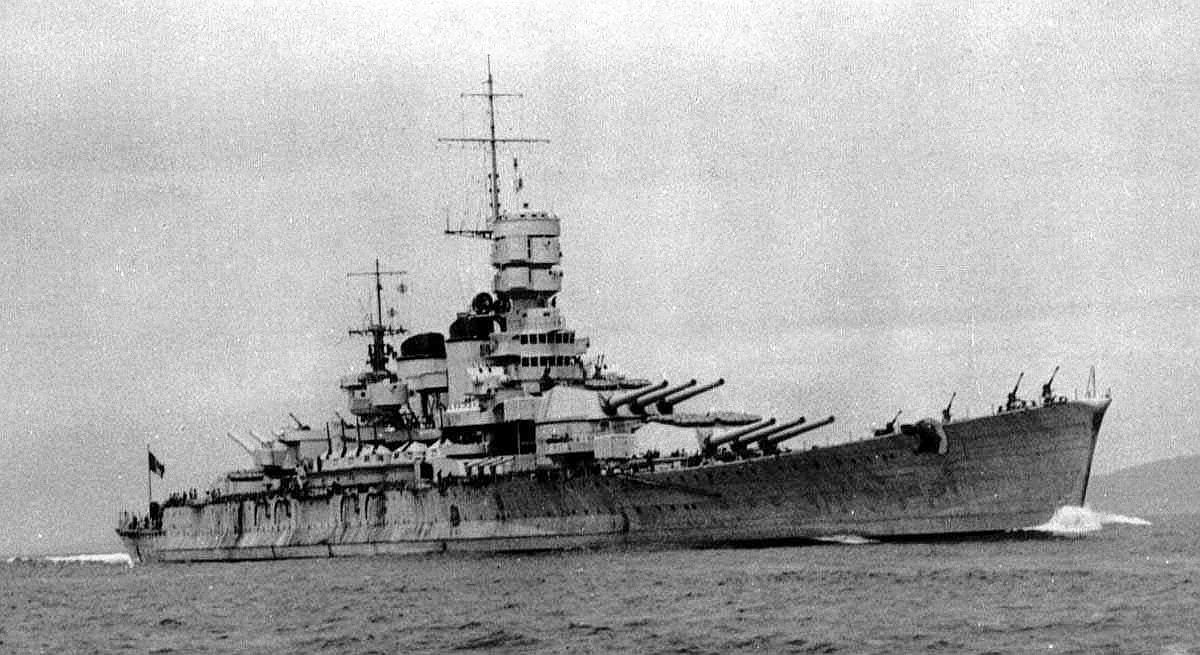
Encouraçado italiano Roma (1940) vista de estibordo da proa

A Regia Marina também carecia de um braço aéreo de frota adequado. O porta-aviões Aquila nunca foi concluído e a maior parte do apoio aéreo durante a Batalha do Mediterrâneo foi fornecido pela Regia Aeronautica baseada em terra. Outra grande desvantagem para os italianos foi a falta de combustível. Já em março de 1941, a escassez geral de óleo combustível era crítica. Carvão, gasolina e lubrificantes também eram difíceis de encontrar localmente. Durante o esforço de guerra italiano, 75% de todo o óleo combustível disponível foi usado por contratorpedeiros e torpedeiros em missões de escolta.
No entanto, o problema mais sério para as forças do Eixo no norte da África era a capacidade limitada dos portos líbios. Mesmo nas melhores condições, isso restringia os suprimentos. Trípoli era o maior porto da Líbia e podia acomodar no máximo cinco grandes navios de carga ou quatro transportes de tropas. Mensalmente, Trípoli tinha uma capacidade de descarga de 45.000 short tons (41.000 toneladas). Tobruque acrescentou apenas mais 18.000 short tons (16.000 toneladas). Bardia e outras portas menores adicionaram um pouco mais.
Em geral, as forças do Eixo no Norte da África excederam a capacidade dos portos para abastecê-las. Foi calculado que a divisão média do Eixo exigia 10.000 short tons (9.1000 toneladas) de suprimentos por mês. Se os italianos falharam na logística durante a Batalha do Mediterrâneo, foi não terem conseguido aumentar a capacidade de Trípoli e dos outros portos antes da guerra.

### Frota Francesa
Em janeiro de 1937, a França iniciou um programa de modernização e expansão. Isso logo elevou a frota francesa à quarta maior do mundo. No entanto, a Marinha Francesa (formalmente a "Marinha Nacional" - Marine Nationale), ainda era consideravelmente menor do que a marinha de seu aliado, a Grã-Bretanha.
Por acordo com o Almirantado Britânico, a maior concentração de navios franceses estava no Mediterrâneo. Aqui, a frota italiana representava uma ameaça para as rotas marítimas francesas de importância vital da França metropolitana ao norte da África e para as rotas marítimas britânicas entre Gibraltar e o Canal de Suez.

### Frota Francesa de Vichy
Em 1940, depois que a França caiu nas mãos dos alemães, o Marine Nationale no Mediterrâneo tornou-se a marinha do governo francês de Vichy. Como a Marinha Francesa de Vichy, esta força foi considerada uma ameaça potencialmente grave para a Marinha Real. Como tal, era imperativo para os britânicos que esta ameaça fosse neutralizada.
Como fase de abertura da Operação Catapulta, o esquadrão francês em Alexandria, no Egito, foi tratado por meio de negociações. Isso foi possível principalmente porque os dois comandantes - almirantes René-Emile Godfroy e Andrew Cunningham - mantinham boas relações pessoais. Em contraste, um ultimato britânico para colocar a maior parte do restante da frota francesa fora do alcance alemão foi recusado. A frota estava localizada em Mers-El-Kébir na Argélia, então em 3 de julho de 1940 foi amplamente destruída pelo bombardeio da "Força H" britânica de Gibraltar (almirante James Somerville). O governo francês de Vichy rompeu todos os laços com os britânicos como resultado deste ataque e a Força Aérea Francesa de Vichy (Armée de l'Air de Vichy) invadiu instalações britânicas em Gibraltar.
Em junho e julho de 1941, uma pequena força naval francesa de Vichy esteve envolvida durante a Operação Exportador. Esta foi uma ação aliada lançada contra as forças francesas de Vichy baseadas no Líbano e na Síria. Os navios da marinha francesa tiveram que ser expulsos antes que o rio Litani pudesse ser cruzado.
Em 1942, como parte da ocupação da França de Vichy durante o "Caso Anton", os alemães pretendiam capturar a frota francesa em Toulon. Isso foi frustrado pela ação determinada dos comandantes franceses; o grosso da frota foi afundado ancorado.

### Marinha Alemã
A Campanha de Submarinos no Mediterrâneo durou aproximadamente de 21 de setembro de 1941 a maio de 1944. A Kriegsmarine da Alemanha pretendia isolar Gibraltar, Malta e o Canal de Suez para interromper a rota comercial da Grã-Bretanha para o extremo leste. Mais de 60 U-boats foram enviados para atrapalhar a navegação no mar, embora muitos tenham sido atacados no Estreito de Gibraltar, que era controlado pela Grã-Bretanha (nove barcos foram afundados ao tentar a travessia e outros dez foram danificados). A Luftwaffe também desempenhou um papel fundamental na Batalha do Mediterrâneo, especialmente durante o verão de 1941. A estratégia de guerra alemã, no entanto, via o Mediterrâneo como um teatro secundário de operações.

## História

### Primeiras ações
Em 10 de junho de 1940, a Itália declarou guerra à Grã-Bretanha e à França. No dia seguinte, bombardeiros italianos atacaram Malta no que seria o primeiro de muitos ataques. Durante esse tempo, o Marine Nationale bombardeou vários alvos na costa noroeste da Itália, em particular o porto de Gênova. Quando a França se rendeu em 24 de junho, os líderes do Eixo permitiram que o novo regime francês de Vichy mantivesse suas forças navais.
O primeiro confronto entre as frotas rivais - a Batalha da Calábria - ocorreu em 9 de julho, apenas quatro semanas após o início das hostilidades. Isso foi inconclusivo e foi seguido por uma série de pequenas ações de superfície durante o verão, entre elas a batalha do comboio Espero e a batalha do Cabo Spada.

### Batalha de Tarento
Para reduzir a ameaça representada pela frota italiana, que estava baseada no porto de Tarento, aos comboios que navegavam para Malta, o almirante Cunningham organizou um ataque com o codinome Operação Julgamento. Torpedeiros Fairey Swordfish da HMS Illustrious atacou a frota italiana em 11 de novembro de 1940 enquanto ela ainda estava fundeada. Esta foi a primeira vez que um ataque como este foi tentado e foi estudado por oficiais da marinha japonesa em preparação para o ataque posterior a Pearl Harbor. As aeronaves da British Fleet Air Arm danificaram gravemente dois encouraçados italianos e um terceiro foi forçado a encalhar para evitar o naufrágio, colocando metade dos principais navios da Regia Marina fora de ação por vários meses. Este ataque também forçou a frota italiana a se mover para portos italianos mais ao norte, de modo a ficar fora do alcance de aeronaves baseadas em porta-aviões. Isso reduziu a ameaça de ataques italianos contra comboios com destino a Malta.
A estimativa de Cunningham de que os italianos não estariam dispostos a arriscar suas unidades pesadas restantes foi rapidamente provada errada. Apenas cinco dias depois de Taranto, Inigo Campioni fez uma surtida com dois navios de guerra, seis cruzadores e 14 contratorpedeiros para interromper uma operação de entrega de aeronaves britânicas a Malta.
Além disso, já em 27 de novembro, a frota italiana conseguiu enfrentar novamente a frota mediterrânea na batalha indecisa de Spartivento. Dois dos três navios de guerra danificados foram reparados em meados de 1941 e o controle do Mediterrâneo continuou a oscilar até o armistício italiano em 1943. Comparado com sua tarefa principal de interromper os comboios do Eixo para a África, o ataque de Taranto teve pouco efeito. De fato, o transporte marítimo italiano para a Líbia aumentou entre os meses de outubro de 1940 a janeiro de 1941 para uma média de 49.435 toneladas por mês, acima da média de 37.204 toneladas dos quatro meses anteriores. Além disso, em vez de mudar o equilíbrio de poder no Mediterrâneo central, as autoridades navais britânicas "falharam em desferir o verdadeiro golpe de nocaute que teria mudado o contexto no qual o restante da guerra no Mediterrâneo foi travado".

### Batalha do Cabo Matapan
A Batalha do Cabo Matapão foi uma vitória dos Aliados. Foi travada na costa do Peloponeso, no sul da Grécia, de 27 a 29 de março de 1941, na qual as forças da Marinha Real e da Marinha Real Australiana - sob o comando do almirante britânico Andrew Cunningham - interceptaram as da Regia Marina italiana sob o comando do almirante Angelo Iachino. Os Aliados afundaram os cruzadores pesados Fiume, Zara e Pola e os contratorpedeiros Vittorio Alfieri e Giosue Carducci, e danificaram o encouraçado Vittorio Veneto . Os britânicos perderam um avião torpedeiro e sofreram danos leves por estilhaços em alguns cruzadores devido às salvas ' Vittorio Veneto . Os fatores da vitória aliada foram a eficácia dos porta-aviões, o uso de interceptações do Ultra e a falta de radar nos navios italianos.

### Creta
O esforço para impedir que as tropas alemãs chegassem a Creta por mar e, posteriormente, a evacuação parcial das forças terrestres aliadas após sua derrota para os pára-quedistas alemães na Batalha de Creta em maio de 1941, custou às marinhas aliadas vários navios. Ataques de aviões alemães, principalmente Junkers Ju 87s e Ju 88s, afundaram oito navios de guerra britânicos: dois cruzadores leves (HMS Gloucester e Fiji) e seis contratorpedeiros (HMS Kelly, HMS Greyhound, HMS Kashmir, HMS Hereward, HMS Imperial e HMS Juno). Sete outros navios foram danificados, incluindo os encouraçados HMS Warspite e Valiant e o cruzador leve Orion. Quase 2.000 marinheiros britânicos morreram.
Foi uma vitória significativa para a Luftwaffe, pois provou que a Marinha Real não poderia operar em águas onde a Força Aérea Alemã tinha supremacia aérea sem sofrer perdas severas. No final, porém, isso teve pouco significado estratégico, uma vez que a atenção do exército alemão estava voltada para a Rússia (na Operação Barbarossa) algumas semanas depois, e o Mediterrâneo desempenharia apenas um papel secundário no planejamento de guerra alemão nas próximas semanas. anos. A ação, no entanto, estendeu o alcance do Eixo no Mediterrâneo oriental e prolongou a ameaça aos comboios aliados.
Duas tentativas foram realizadas para transportar tropas alemãs por mar em caiques, mas ambas foram interrompidas pela intervenção da Marinha Real. As minúsculas escoltas navais italianas, no entanto, conseguiram salvar a maioria das embarcações. Por fim, os italianos desembarcaram uma força própria perto de Siteía em 28 de maio, quando a retirada dos Aliados já estava em andamento.
Durante a evacuação, Cunningham determinou que a "Marinha não deveria decepcionar o Exército". Quando os generais do exército expressaram seu medo de que ele perdesse muitos navios, Cunningham disse que "leva três anos para construir um navio, leva três séculos para construir uma tradição". Apesar do aviso prévio por meio de interceptações do Ultra, a Batalha de Creta resultou em uma derrota decisiva para os Aliados. A invasão cobrou um preço terrível dos pára-quedistas alemães, que foram lançados sem suas armas principais, que foram entregues separadamente em contêineres. Tão pesadas foram as perdas que o general Kurt Student, que comandou a invasão alemã, diria mais tarde, referindo-se à decisão alemã de não usar pára-quedistas em nenhuma futura tentativa de invasão:

"Creta era o túmulo dos pára-quedistas alemães."

### Ações seguintes
Após a batalha de Creta no verão de 1941, a Marinha Real recuperou sua ascendência no Mediterrâneo central em uma série de ataques de comboios bem-sucedidos (incluindo o comboio de Duisburg e Cap Bon), até os eventos em torno da Primeira Batalha de Sirte e o O ataque a Alexandria em dezembro mudou o equilíbrio de poder para o Eixo.
O ataque mais bem-sucedido da Regia Marina à frota britânica foi quando mergulhadores colocaram Minas limpet nos cascos de navios de guerra britânicos durante o ataque a Alexandria em 19 de dezembro de 1941. Os encouraçados HMS Queen Elizabeth e HMS Valiant foram afundados em seus berços, mas ambos foram levantados e voltaram ao serviço ativo em meados de 1943.

### Malta
A posição de Malta entre a Sicília e o norte da África era perfeita para interditar os comboios de suprimentos do Eixo destinados ao norte da África. Assim, poderia influenciar a campanha no norte da África e apoiar as ações dos Aliados contra a Itália. O Eixo reconheceu isso e fez grandes esforços para neutralizar a ilha como base britânica, seja por ataques aéreos ou privando-a de seus próprios suprimentos.
Depois de uma série de duras batalhas de comboios, todas elas vitórias do Eixo (como a Segunda Batalha de Sirte em março e as operações Harpoon e Vigorous em junho), parecia que a ilha seria submetida à fome pelo uso do Eixo. aeronaves e navios de guerra baseados na Sicília, Sardenha, Creta e Norte da África. Vários comboios aliados foram dizimados. A virada no cerco ocorreu em agosto de 1942, quando os britânicos enviaram um comboio fortemente defendido sob o codinome Operação Pedestal. A defesa aérea de Malta foi repetidamente reforçada por caças Hawker Hurricane e Supermarine Spitfire transportados para a ilha de HMS Furious e outros porta-aviões aliados. A situação melhorou quando as forças do Eixo foram forçadas a deixar suas bases no norte da África e, eventualmente, Malta poderia ser reabastecida e se tornar uma base ofensiva mais uma vez.

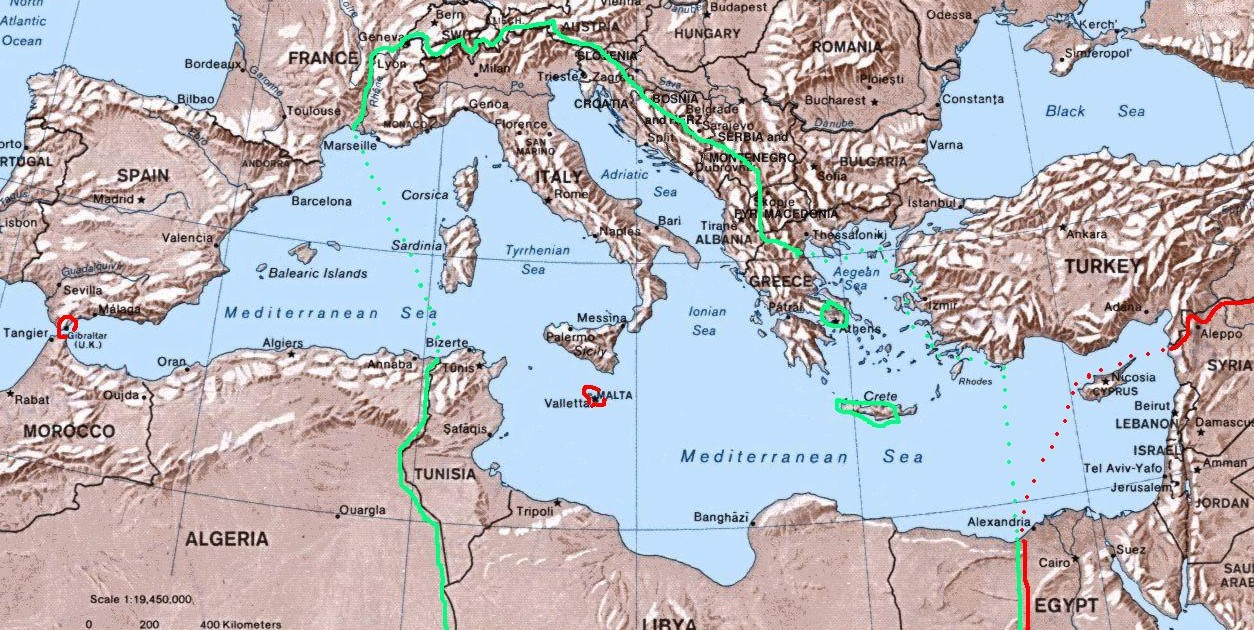
Maior extensão do controle italiano do litoral e dos mares mediterrâneos (dentro de linhas e pontos verdes) no verão/outono de 1942. As áreas controladas pelos aliados estão em vermelho.

Os britânicos restabeleceram uma guarnição aérea substancial e uma base naval ofensiva na ilha. Com a ajuda do Ultra, a guarnição de Malta foi capaz de interromper os suprimentos do Eixo para o Norte da África imediatamente antes da Segunda Batalha de El Alamein. Pela fortaleza e coragem do povo maltês durante o cerco, a ilha foi premiada com a Cruz de Jorge.
A Marinha Real e a RAF afundaram 3.082 navios mercantes do Eixo no Mediterrâneo, totalizando mais de 4 milhões de toneladas.
Em setembro de 1943, com o colapso italiano e a rendição da frota italiana, as ações navais no Mediterrâneo ficaram restritas a operações contra submarinos e pequenas embarcações nos mares Adriático e Egeu.

### Armistício italiano
Em 25 de julho de 1943, o Grande Conselho do Fascismo depôs Mussolini. Um novo governo italiano, liderado pelo rei Vítor Emanuel III e pelo marechal Pietro Badoglio, iniciou imediatamente negociações secretas com os Aliados para encerrar os combates. Em 3 de setembro, um armistício secreto foi assinado com os Aliados em Fairfield Camp, na Sicília. O armistício foi anunciado em 8 de setembro.
Após o armistício, a Marinha italiana foi dividida em duas. No sul da Itália, a "Marinha Co-Beligerante do Sul" (Marina Cobeligerante del Sud) lutou pelo Rei e Badoglio. No norte, uma porção muito menor da Regia Marina juntou-se à Marinha Nacional Republicana (Marina Nazionale Repubblicana) da nova República Social Italiana de Mussolini (Repubblica Sociale Italiana, ou RSI) e lutou pelos alemães.

## Principais ações navais da campanha

### 1940
- 28 de junho, Batalha do Comboio Espero. O comboio italiano atacou, o contratorpedeiro Espero afundou, dois outros contratorpedeiros ultrapassaram a frota britânica e chegaram a Bengasi. Por outro lado, dois comboios britânicos de Malta foram atrasados como resultado da batalha.
- 9 de julho, a Batalha da Calábria. Um encontro entre as forças da frota escoltando grandes comboios. Resultados inconclusivos.
- 19 de julho, a Batalha do Cabo Spada. Uma ação de cruzador, o Bartolomeo Colleoni afundado pelo HMAS Sydney .
- 12 de outubro, a Batalha do Cabo Passero. Um contratorpedeiro e dois torpedeiros italianos afundados, o cruzador HMS Ajax seriamente danificado.
- 11 de novembro, a Batalha de Taranto. Um ataque aéreo à frota italiana no porto, três navios de guerra são afundados em águas rasas, um deles é desativado pelo resto da guerra.
- 27 de novembro, a Batalha do Cabo Spartivento. Ação inconclusiva da frota.

### 1941
- 6–11 de janeiro, excesso de operação. Um comboio britânico para Malta. O torpedeiro italiano Vega afundou, o contratorpedeiro britânico HMS Gallant é desativado permanentemente após atingir uma mina.
- 26 de março, Ação de Suda Bay, Creta. O cruzador britânico HMS York é afundado por barcos a motor explosivos lançados de contratorpedeiros italianos.
- 27–29 de março, Batalha do Cabo Matapan. Ação da frota. Após um confronto inconclusivo perto da ilha de Gavdos, o Regia Marina perdeu três cruzadores e dois contratorpedeiros durante a noite.
- 16 de abril, Batalha do Comboio de Tarigo. Comboio italiano atacado e destruído. Dois contratorpedeiros italianos também perderam junto com o britânico HMS Mohawk.
- 20 de maio a 1º de junho, Batalha de Creta. Série de ações de apoio ao exército em Creta, nove navios de guerra britânicos afundados por ataques aéreos do Eixo.
- 24 de maio, navio de tropas italiano SS Conte Rosso afundado pelo submarino da Marinha Real Britânica HMS Upholder, com 1.297 homens mortos e 1.432 resgatados.
- Julho, Operação Substância. Um comboio britânico para Malta. O contratorpedeiro britânico HMS Fearless é perdido em um ataque aéreo.
- Setembro, Operação Alabarda. Um comboio britânico para Malta. O navio de transporte Imperial Star é afundado por um torpedo aéreo italiano.
- 8 de novembro, Batalha do Comboio de Duisburg. Comboio do Eixo destruído. O contratorpedeiro italiano Fulmine também está perdido.
- 13 de novembro. O porta-aviões HMS Ark Royal foi torpedeado e afundado pelo submarino alemão U-81, afetando muito a capacidade aeronaval da Marinha Real, já que ele tinha de longe o maior complemento aéreo entre os porta-aviões britânicos.[17]
- 25 de novembro. Ao tentar interceptar comboios italianos no Mediterrâneo Oriental, o encouraçado britânico HMS Barham foi torpedeado e afundado pelo submarino alemão U-331 com a perda de 862 tripulantes. A filmagem dramática do evento tornou-se um dos documentos mais eloquentes da campanha do Mediterrâneo.[18]
- 13 de dezembro, Batalha do Cabo Bon. Um comboio rápido italiano atacado por contratorpedeiros aliados; os cruzadores leves italianos Alberico da Barbiano e Alberto di Giussano são torpedeados e afundados.
- 17 de dezembro, Primeira Batalha de Sirte. Um confronto indeciso entre as forças da frota de escolta de dois comboios.
- 19 de dezembro, Ataque a Alexandria. Torpedos tripulados italianos atacam a frota britânica, dois navios de guerra são afundados no porto, são erguidos e reparados vários meses depois.

### 1942
- 22 de março, Segunda Batalha de Sirte. Um comboio e escolta britânicos são atacados pela frota italiana, mas conseguem escapar, com dois contratorpedeiros fortemente danificados; o atraso, no entanto, resultou no afundamento de todos os quatro navios de carga durante os ataques aéreos subsequentes do Eixo na manhã seguinte.
- 15 de junho, Operação Arpão. Um comboio britânico que reabastecia Malta foi interceptado por cruzadores italianos e atacado por aeronaves do Eixo; três navios mercantes, um grande petroleiro e o contratorpedeiro HMS Bedouin foram afundados por ataques aéreos combinados com tiros navais. O contratorpedeiro polonês ORP Kujawiak afundou após atingir uma mina enquanto se aproximava de Valeta. Vinte e nove aeronaves do Eixo foram abatidas durante a batalha. Apenas dois cargueiros de um comboio de seis chegaram a Malta, um deles danificado.
- 15 de junho, Operação Vigorosa. O comboio britânico de Alexandria sofre fortes ataques aéreos e acaba sendo rechaçado pela frota italiana.
- 15 de agosto, Operação Pedestal. O comboio britânico que reabastece Malta é atacado; HMS Manchester e nove navios mercantes são afundados por E-boats, aeronaves e submarinos do Eixo; mas suprimentos vitais, incluindo petróleo, são entregues
- Novembro, Operação Idade da Pedra. Comboio britânico chega a Malta sem ser perturbado.
- 2 de dezembro, a Batalha de Skerki Bank. O comboio italiano é atacado e destruído.
- 11 de dezembro, o Ataque a Argel. Torpedos tripulados italianos atacam navios aliados, dois navios a vapor são afundados.

### 1943
- 16 de abril, a Batalha do Comboio de Cigno. Um ataque britânico fracassado à noite por dois contratorpedeiros em um transporte italiano. O contratorpedeiro britânico Pakenham foi desativado durante a batalha e posteriormente afundado quando ficou claro que não seria capaz de alcançar a base. O navio de transporte de 5.000 toneladas Belluno e o torpedeiro Tifone, este último carregado com espírito de aviação, chegaram ao destino com segurança.
- 3–4 de maio, a Batalha do Comboio de Campobasso. Um ataque britânico bem-sucedido por três contratorpedeiros no transporte italiano Campobasso (levando suprimentos para as forças do Eixo na Tunísia) com o torpedeiro de escolta (deslocamento de 800 toneladas) Perseo. Perseo e Campobasso foram afundados sem perdas para os britânicos.
- 2 de junho, o comboio da Batalha de Messina. O contratorpedeiro britânico HMS Jervis e o grego Vasilissa Olga realizaram uma varredura noturna ao longo do Golfo de Squillace, onde encontraram um pequeno comboio de dois navios escoltado pelo Castore. Apoiadas por um bombardeiro Wellington que lançou sinalizadores sobre o alvo, as unidades aliadas enfrentaram os vapores italianos Vragnizza e Postumia . Os contratorpedeiros perderam o rastro do comboio após a intervenção da escolta, que lançou fumaça e respondeu ao fogo. Castore foi desativado e afundou antes do amanhecer, mas seu contra-ataque permitiu que os cargueiros se afastassem mancando. Vragnizza e Postumia, ambos danificados durante a ação, chegaram a Messina às 16h30.[19][20]
- 17 de julho, Operação Scylla. O Scipione Africano, equipado com radar EC-3 Gufo, enfrentou quatro torpedeiros a motor britânicos Elco durante a noite durante a passagem pelo estreito de Messina. Um barco torpedeiro a motor foi afundado com todas as mãos e três outros danificados.

### 1945
- 18 de março, a Batalha do Mar da Ligúria. Dois torpedeiros alemães e um contratorpedeiro, anteriormente da Marinha italiana, estavam voltando para Gênova depois de colocar minas. Dois contratorpedeiros britânicos interceptadores afundaram os torpedeiros e danificaram o contratorpedeiro.

## Principais operações anfíbias do Eixo e dos Aliados

### 1941
- 25 de fevereiro, Operação Abstenção, o ataque aliado e a ocupação de Castelorizo são frustrados pelas forças navais e aéreas italianas.
- 20 de maio, início da Batalha de Creta, invasão da ilha pelo Eixo.

### 1942
- 14 de setembro, Acordo de Operação, o ataque aliado a Tobruque, que é repelido pelas forças terrestres, aéreas e navais do Eixo.
- 8 de novembro, início da Operação Tocha, a invasão aliada do Marrocos e Argélia controlados por Vichy.
- 10 de novembro, invasão do Eixo em Túnis.

### 1943
- 9 de julho, início da Operação Husky, a invasão aliada da Sicília.
- 3 de setembro, Operação Avalanche, o início da invasão aliada da Itália.
- 8 de setembro, início da Campanha do Dodecaneso, a tentativa fracassada dos Aliados de controlar as ilhas do Dodecaneso.
- 9 de setembro, o início dos desembarques aliados de Salerno na Itália.

### 1944
- 22 de janeiro, início da Operação Shingle, o desembarque dos Aliados em Anzio, na Itália.
- 5 de agosto, início da Operação Dragão, o desembarque dos Aliados no sul da França.